# Fury (film 2012)
Fury (The Samaritan) è un film del 2012 diretto da David Weaver.

## Trama
Foley esce dopo venticinque anni di prigione, con la buona volontà di rigare dritto. Nel frattempo, il figlio dell'uomo che aveva ucciso, Ethan, cerca di farlo entrare in una truffa, ma lui rifiuta.
Foley salva poi una ragazza di nome Iris da un uomo che voleva stuprarla in un bar e i due in breve tempo si innamorano e vanno a vivere insieme. Scopre poi che Iris doveva dei soldi ad Ethan e faceva quindi parte di un suo piano contro di lui, anche se poi si è realmente innamorata. Le cose tra i due sembrano procedere bene, ma ad un certo punto Ethan confessa a Foley che Iris è in realtà sua figlia, nata poco dopo che lui è finito in carcere, venticinque anni prima.
Foley si vede allora costretto a prendere parte alla truffa ordita da Ethan, con la promessa, in cambio, che Iris sarà protetta e che non le verrà mai detto chi lui sia in realtà.

## Riconoscimenti
- 2012 - Directors Guild of Canada
  - Candidatura al miglior film
  - Candidatura al miglior montaggio - film a Geoff Ashenhurst
  - Candidatura al miglior regista - film a David Weaver
- 2013 - ACTRA Awards
  - Candidatura alla miglior interpretazione maschile a Luke Kirby